# Media naranja
Media naranja és una sèrie de televisió comèdia estrenada per Televisió Espanyola el 5 de març de 1986. Està composta per 12 capítols d'una 25 minuts de durada, es va retransmetre en horari de màxima audiència, els dimecres a dos quarts de deu de la nit. Va ser escrita per Rosa Montero i realitzada per Jesús Yagüe. El cantautor Javier Bergia va compondre la sintonia.

## Argument
La sèrie relata, en to de comèdia, la no sempre fàcil convivència de Julia, una jove emprenedora, vitalista i enèrgica i Luis, un noi de 30 anys tímid i apocat que encara viu amb els seus pares.

## Repartiment
- Amparo Larrañaga... Julia
- Iñaki Miramón... Luis
- Eduardo del Hoyo... José
- Alicia Yagüe... Lola
- Alberto Delgado... Carlos
- Montserrat Salvador... Maruja, madre de Luis
- Rafael Alonso... Manolo, padre de Luis
- María Luisa Merlo... Rosa
- Julia Torres… Puri
- José Vivó... Coronel
- Natalia Dicenta... Amiga

## Repercussió
Va gaudir de gran repercussió nacional, en una època en la qual només existien les dues cadenes públiques. L'èxit de Mitjana taronja va catapultar als dos prometedors actors, els qui des de llavors han compaginat els seus treballs en cinema i televisió, així com en el teatre.

## Curiositats
María Luisa Merlo i Amparo Larrañaga -mare i filla en la vida real- interpretaven a Rosa i la seva filla Julia. Vint anys després, María Luisa tornaria a donar vida al personatge de mare d'un personatge interpretat per un fill seu, en aquesta ocasió Luis Merlo a Aquí no hay quien viva.

## Premis
Amparo Larrañaga va obtenir el Premi TP d'Or 1986 a la Millor Actriu i va estar a més nominada al Fotogramas de Plata.